# エマール (洗剤)
エマール（EMAL）は、花王から発売されているおしゃれ着用洗濯用洗剤及び衣料用スタイリング剤のブランド。1951年発売。

## 商品概要・歴史
毛・絹・綿・麻・合成繊維の洗濯用。使用量の目安は、ドラム式洗濯機の場合は衣料1.5kg・タテ型洗濯機の場合は水30Lに対して40ml、手洗いの場合は水4Lに対して10ml。
沿革
第1期
1951年 - 家庭用「エマール」として発売開始。
1957年 - 「ピンクエマール」と「ブルーエマール」を発売。
1960年 - 液体「エマール」を発売。
第2期
1995年10月 - 植物系無けい光中性洗剤「エマール」を発売。
1996年9月 - 「ホームクリーニングエマール」を発売（組成、デザイン、商品名変更）。
1997年9月 - 「ホームクリーニングエマール ネット」を発売。
1999年 - 改良（組成、デザイン）。
2004年11月 - 改良（組成、デザイン）。
2007年7月 - 改良（組成、デザイン）。
2009年1月 - 改良（組成、デザイン）。「ハッピーフローラルの香り」を追加。
2010年4月 - 改良（デザイン）。
2011年
6月 - 改良（デザイン）。
12月 - 数量限定品「フローラルスウィートの香り」と「フルーティフレッシュの香り」を発売。
2012年
7月 - 数量限定品「パッションベリーの香り」を発売。
8月 - 全面リニューアル（組成、デザイン）。「アロマティックブーケの香り」を追加。
11月 - 数量限定品「エレガントスパイスの香り」を発売。
2014年
9月 - 全面リニューアル（組成、デザイン）。
10月 - 数量限定品「心あたたまるホワイトフローラルの香り」を発売。
2016年10月 - 全面リニューアル（組成、デザイン）。
2017年5月 - 数量限定品「ブラックシリーズ リフレッシュシトラスの香り」を発売。
2018年10月 - 全面リニューアル（組成、デザイン）。
2020年5月 - 全面リニューアル（組成、デザイン）。
2021年3月 - 衣類用シワとり剤「リフレッシュミスト」、衣類用スタイリング剤「カタチメイクミスト」を発売。
2023年9月 - 全面リニューアル（組成、デザイン、内容量変更）。

## 商品ラインナップ
現行商品
エマール
本体460ml、つめかえ用360ml、つめかえ用特大サイズ810ml（通常サイズの約2.3倍量・キャップ付）
「リフレッシュグリーンの香り」は、ほのかに香るタイプで、キャップは黄色。
「アロマティックブーケの香り」は、香りが長続きするタイプで、キャップはピンク。
2020年5月のリニューアルではつめかえ用特大サイズは内容量が変更（920ml→900ml）。デザインの刷新と共にブランドロゴも刷新され、「EMAL」の英字ロゴが新たに入った。2023年9月のリニューアルではすべてのサイズで内容量が変更された（本体:500ml→460ml、つめかえ用:400ml→360ml、つめかえ用特大サイズ:900ml→810ml）。
エマール リフレッシュミスト
本体200ml、つめかえ用180ml
ジャケット・パンツ・スカート・ワンピース・コートなどに使用する衣類用シワとり剤。フレッシュフローラルの香り（微香タイプ）。
数量限定品
フローラルスウィートの香り
フルーティフレッシュの香り
パッションベリーの香り
同社から発売されている柔軟仕上げ剤「フレアフレグランス パッション&ベリーの香り」と同一の香調。ボトルの色は紫。
エレガントスパイスの香り
「フレア フレグランス」や「ふんわりニュービーズ」と共同で設定。ボトルの色は黒基調である。また、内容量が異なる（本体450mL、つめかえ用360mL）。
心あたたまるホワイトフローラルの香り
「エレガントスパイスの香り」同様、「フレア フレグランス」や「フレグランスニュービーズ」と共同で設定。ボトルの色は白基調で、『ムーミン』のキャラクターが描かれている。また、内容量が異なる（内容量は「エレガントスパイスの香り」に準じる）。
ディズニーデザイン
「ほのかなリフレッシュグリーンの香り」だが、ボトルの色はムーミンデザインと同じように白基調で、『不思議の国のアリス』のアリスが描かれている。
心あたたまるイノセントブーケの香り
ボトルは冬物のセーターの模様が描かれている。
ブラックシリーズ リフレッシュシトラスの香り
「ブラックシリーズ」のシリーズ名にちなみ、キャップの色は黒、ボトルは黒と濃い緑を組み合わせたチェック柄となる。なお、「ブラックシリーズ」は「ウルトラアタックNeo」や「リセッシュ」にも設定されている。
キキララ×Funny Mart Café
イオン限定商品。「アロマティックブーケの香り」だが、イラストレーターの中村メグミがデザインするFunny Mart Cafeとキキララがコラボし、トロピカルタイムをテーマに色鮮やかで夏を先取りしたデザインになっている。南国の花とフルーツに囲まれ、「リトルツインスターズ」の擬人化された双子星のキキ（弟）とララ（姉）が描かれている。
製造終了品
エマール
家庭用エマール
エマールK
ピンクエマール
ブルーエマール
ホームクリーニングエマール ネット
ウール・シルク・ドライマーク衣料・おしゃれ着用洗濯ネット。
ホームクリーニングエマール ハッピーフローラルの香り。
ボトルの色はオレンジ色。2012年8月製造終了。
ホームクリーニングエマール 風合いリッチ
ウール・シルク・ドライマーク衣料用高級仕上げ剤。
エマール カタチメイクミスト
フリル・プリーツ・襟元・パンツのセンターライン・リボンの形状補正に使用する衣料用スタイリング剤。スウィートブーケの香り（微香タイプ）。2023年3月末製造終了。

## 配合成分
2023年9月現在の配合成分
界面活性剤（19%、ポリオキシエチレンアルキルエーテル）、安定化剤、pH調整剤、酵素
過去の配合成分
分散剤（ - 2012年8月）

## CM
歴代CM出演タレント
岡田美里
浅田美代子
田村翔子、黒田知永子（2001年 - 2003年）
Shiho（2007年7月 - 2008年）
ニコル、クリスティーナ（2009年1月 - 2010年4月）
梨花（2008年11月 - 2012年8月）
剛力彩芽（2012年8月 - 2014年8月）
中村アン（2014年9月 - 2016年9月）
渡辺直美（2017年10月 - 現在）
CM内容
1997年9月からのCMは、2人の女性がいつでも気持ちよく着たいと言うものだった。お求め先まで出ていた。
2001年からの田村と黒田が出演するCMは、こんな服まで洗えると言うものだった。
2002年からの田村と黒田が出演するCMは、2人が自分で洗ったのというもので、前回とあまり変わらなかった。
2007年7月からのShihoが出演するCMは、気に入ったまま着たいと言うものだった。
2009年1月からの梨花、ニコル、クリスティーナが出演するCMは「ガールズショッピング」篇。
2010年4月からの梨花が出演するCMは「女子服」篇と「ファッショントーク」篇の2本があった。
2011年6月18日からの梨花が出演するCMは「フツーの洗剤じゃ、かわいそう」篇。
2012年8月23日からの剛力が出演するCMは「かわいく着よう」篇。

## 競合商品
- アクロン（ライオン） - このシリーズの対抗商品
- ボールド 香りのおしゃれ着洗剤（P&G） - このシリーズの対抗商品